# Magistrat Werner
Der Magistrat Werner bildete vom 19. Mai 1945 bis zum 5. Dezember 1946 die Regierung von Berlin. Er trug die offizielle Bezeichnung Magistrat von Groß-Berlin.
| Amt                                                | Name                                                                      | Partei                  |
| -------------------------------------------------- | ------------------------------------------------------------------------- | ----------------------- |
| Oberbürgermeister                                  | Arthur Werner                                                             | parteilos               |
| 1. Stellvertreter                                  | Karl Maron                                                                | KPD, später SED         |
| 2. Stellvertreter                                  | Andreas Hermes, bis 31. Juli 1945                                         | CDU                     |
| 3. Stellvertreter                                  | Paul Schwenk                                                              | KPD, später SED         |
| 4. Stellvertreter                                  | Karl Schulze                                                              | KPD, später SED         |
| Stadtrat für Arbeitseinsatz                        | Hans Jendretzky                                                           | KPD, später SED         |
| Stadtrat für Bau- und Wohnungswesen                | Hans Scharoun                                                             | parteilos               |
| Stadtrat für Ernährung                             | Andreas Hermes, bis 31. Juli 1945                                         | CDU                     |
| Stadtrat für Ernährung                             | Gustav Klimpel, bis Mai 1946                                              | SPD                     |
| Stadtrat für Ernährung                             | Josef Orlopp, kommissarisch ab 25. September 1946                         | SED                     |
| Stadtrat für Finanzen und Steuern                  | Edmund Noortwyck, bis 15. Oktober 1945                                    | KPD, später CDU         |
| Stadtrat für Finanzen und Steuern                  | Erich Siebert, kommissarisch bis 16. März 1946                            | parteilos               |
| Stadtrat für Finanzen und Steuern                  | Friedrich Haas, kommissarisch ab 16. März 1946                            | CDU                     |
| Stadtrat für Finanzen und Steuern                  | Willy Rumpf, kommissarisch ab 16. März 1946; Haas und Rumpf gemeinsam     | KPD (später SED)        |
| Stadtrat für Gesundheitswesen                      | Ferdinand Sauerbruch, bis 12. Oktober 1945 Stellvertreter Erwin Gohrbandt | parteilos –             |
| Stadtrat für Gesundheitswesen                      | Franz Redeker, kommissarisch ab 15. Oktober 1945                          | −                       |
| Stadtrat für Gesundheitswesen                      | Bruno Harms, ab 8. Juli 1946                                              | LDP                     |
| Stadtrat für Handel und Handwerk                   | Josef Orlopp                                                              | SPD, später SED         |
| Stadtrat für Kunstangelegenheiten                  | Karl Schulze, ab 23. Dezember 1945                                        | KPD, später SED         |
| Stadtrat für Personal und Verwaltung               | Arthur Pieck                                                              | KPD, später SED         |
| Stadtrat für Planung                               | Paul Schwenk, bis 5. Juni 1946                                            | KPD, später SED         |
| Stadtrat für Planung                               | Joachim Tiburtius, ab 5. Juni 1946                                        | CDU                     |
| Stadtrat für Post- und Fernmeldewesen              | Ernst Kehler                                                              | parteilos, (später SED) |
| Stadtrat für Recht                                 | Paul Schwenk, 17. Dezember 1945 – 13. Februar 1946                        | KPD, später SED         |
| Stadtrat für Sozialfürsorge                        | Ottomar Geschke                                                           | KPD, später SED         |
| Stadtrat für Städtische Betriebe                   | Walter Jirak, bis 31. Oktober 1946                                        | KPD, später SED         |
| Stadtrat für Städtische Betriebe                   | Günther Goll, kommissarisch ab 31. Oktober 1946                           | SED                     |
| Stadtrat für Städtischen Verkehr                   | Fritz Kraft                                                               | SPD                     |
| Stadtrat für Volksbildung                          | Otto Winzer                                                               | KPD, später SED         |
| Stadtrat für Wirtschaft                            | Hermann Landwehr                                                          | parteilos               |
| Stadtrat für Beirat für kirchliche Angelegenheiten | Peter Buchholz Stellvertreter Heinrich Grüber                             |                         |